# 紀克一
紀克一（1528年—？），字貞甫，山東萊州府膠州人，軍籍，明朝政治人物。

## 生平
嘉靖三十一年（1552年）壬子科山東鄉試第五十六名舉人。隆慶二年（1568年）中式戊辰科會試第三百九十九名，三甲第二百四十五名進士。授河南盧氏縣知縣，官至處州府同知。

## 家族
曾祖紀璈；祖父紀澄，倉大使；父紀持，母宋氏。永感下。兄克正。弟紀五常（同科进士）。